# Kislovodsk

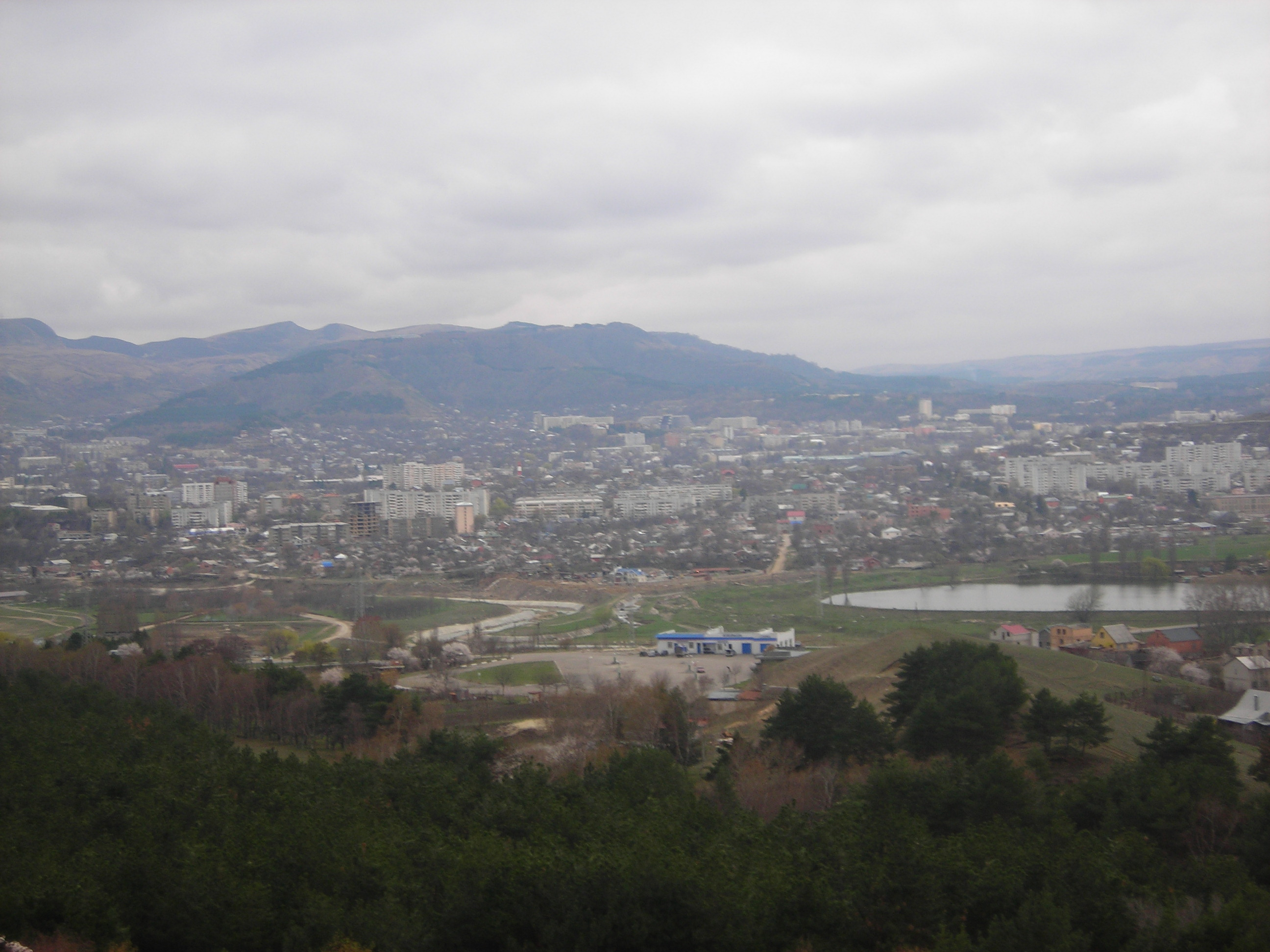
Kislovodsk.

Kislovodsk (ryska Кисловодск) är en kurort och den tredje största staden i Stavropol kraj i Ryssland. Den hade 130 007 invånare i början av 2015, med totalt 136 831 invånare boende i hela det område som administreras av staden.

## Kända personer från Kislovodsk
- Arthur Adamov, författare
- Aleksandr Solzjenitsyn, författare, mottagare av Nobelpriset i litteratur